# Siegfried Köhler (musicien)
Pour les articles homonymes, voir Siegfried Köhler et Köhler.
Siegfried Köhler, né le 30 juillet 1923 à Fribourg-en-Brisgau et mort le 12 septembre 2017 à Wiesbaden, est un chef d'orchestre et compositeur de musique classique allemand.
Il a été directeur musical général de maisons d'opéra comme le Hessisches Staatstheater de Wiesbaden et l'Opéra royal de Stockholm. Il a également composé des musiques pour la scène et a enseigné dans les universités de Cologne et Sarrebruck.

## Biographie
Siegfried Köhler fait ses études musicales à la Musikhochschule de sa ville natale, Fribourg-en-Brisgau, en Allemagne. En 1942, il travaille comme harpiste et répétiteur au théâtre de Heilbronn. Pendant la Seconde Guerre mondiale, il est opérateur radio. En 1946, il est chef d'orchestre à Freibourg, et en 1952, il devient chef d'orchestre principal. En 1954, il travaille à l'Opéra de Düsseldorf. En 1957, il est nommé chef d’orchestre à l'Opéra de Cologne, puis Generalmusikdirektor (GMD, directeur de la musique). Il est également directeur de l' Opernstudio de la Hochschule für Musik und Tanz Köln. En 1964, il devient directeur de la musique à Sarrebruck, et, professeur de direction d'orchestre à la Hochschule für Musik Saar.
De 1973 à 1988, Köhler est directeur de la musique au Hessisches Staatstheater. Il présente un répertoire inhabituel comme La Muette de Portici d'Daniel-François-Esprit Auber ou Rienzi, de Richard Wagner avec Jon Buzea dans le rôle-titre, Eike Wilm Schulte dans celui de Steffano Colonna et Gail Gilmore en Adriano. Il dirige des opéras de Siegfried Wagner et crée des opéras de Volker David Kirchner, Die Trauung en 1975 et Das kalte Herz en 1981. Il est régulièrement invité à diriger des orchestres prestigieux. En 1989, Köhler est nommé chef d'orchestre à l'Opéra royal de Stockholm et « Hovkapellmästare », (1992 à 2005).
Köhler a enregistré pour la radio, la télévision et le disque. La production de Rienzi a été diffusée en direct sur la ZDF. Il dirige des extraits de ses propres œuvres pour la firme WERGO, avec l'orchestre philharmonique de Rhénanie-Palatinat et la Königliche Hofkapelle Stockholm. Il a enregistré en 1993 Der tapfere Soldat d'Oscar Straus avec l'Orchestre symphonique de la WDR de Cologne et les chanteurs John Dickie, Johannes Martin Kränzle et Caroline Stein.
Avec Jutta Schubert, Siegfried Köhler écrit son autobiographie en 2003, Alles Capriolen, d'après le titre d'une de ses opérettes. Le sous-titre en est Ein Jahrhundert im Musiktheater (Un siècle de théâtre musical),,.

## Distinctions
Köhler est un membre honoraire de l'Association internationale des Cercles Richard Wagner (Richard-Wagner-Verband) de Sarre, avec Gwyneth Jones, Catarina Ligendza, Siegmund Nimsgern et Astrid Varnay. Il est également membre honoraire du Verband à Wiesbaden et du Hessisches Staatstheater.

## Œuvres principales

### Scène
- Alles Capriolen (opérette)[6]
- Sabine, sei sittsam (comédie musicale)
- Old Germany (comédie musicale)
- WirbelWind und WonneWolken (revue-opéra)
- Ladies and Gentlemen (comédie musicale policière)

### Instrumental
- Humoreske pour harpe
- Tango, pour orchestre symphonique
- Leidenschaft, musique de danse pour orchestre symphonique

### Musique vocale
- Sechs ernste Lieder pour soprano et piano

### Littérature
- Alles Capriolen : ein Jahrhundert im Musiktheater ; mein Dirigentenleben zwischen E- und U-Musik, Semikolo, 2003, avec Jutta Schubert.

## Source
- (en) Cet article est partiellement ou en totalité issu de l’article de Wikipédia en anglais intitulé « Siegfried Köhler (conductor) » (voir la liste des auteurs).